# Штрауб, Иоганн Баптист
Иоганн Баптист Штрауб (нем. Johann Baptist Straub; 1 июня 1704 (крещён), Визенштайг — 13 июля 1784, Мюнхен) — немецкий резчик по дереву, скульптор-декоратор южно-немецкого барочно-рокайльного стиля, или «баварского рококо». Выдающийся мастер резных деревянных алтарей. Старший брат скульптора Филиппа Якоба Штрауба.

## Жизнь и творчество

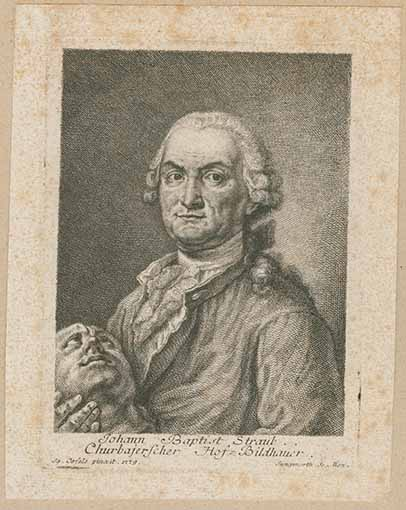
Иоганн Баптист Штрауб. Офорт

Иоганн Баптист родился в семье скульпторов из Визенштайга недалеко от Гёппингена в Швабии. Он был сыном скульптора Иоганна Георга Штрауба. Скульпторами также были его братья — Филипп Якоб, Йозеф и Иоганн Георг (Второй), как и его племянник Франц Ксавер Мессершмидт. И. Б. Штрауб в 1718—1722 годах учился в Мюнхене у придворного скульптора Габриэля Люидла.
Свою первую работу — скульптурные украшения для дворцовой Резиденции в Мюнхене — Штрауб выполнил под руководством архитектора Йозефа Эффнера (1687—1745). Затем он отправился в Вену, где с 1726 по 1734 год учился у Игнаца Гюнста, Кристофа Мадера, Галли да Бибьены, Фишера фон Эрлаха, Георга Рафаэля Доннера. В столице Австрии он выполнил свои первые крупные работы, например статую Мадонны, кафедру, скамьи, оформление органа, различные фигуры для венских церквей.
В 1734 году Штрауб по приглашению баварского придворного скульптора Андреаса Фейстенбергера возвратился в Мюнхен. Баварский курфюрст Карл VII Альбрехт 7 июня 1737 года назначил его придворным скульптором. В том же году Штрауб женился на Элизабет Терезе, дочери придворного гравёра Франца Ксавера Шпета. В этот период скульптурная мастерская Иоганна Штрауба была крупнейшей в Мюнхене. Его учениками были Франц Игнац Гюнтер, Роман Антон Боос и его племянник Франц Ксавер Мессершмидт.
Штрауб создавал скульптуры для южно-немецких земель, главным образом в Верхней Баварии. Для его алтарных фигур характерна окраска в белый цвет с небольшим количеством позолоты. Самые известные работы Штрауба находятся в Резиденции в Мюнхене и во дворце Нимфенбург. Другие произведения Штрауба сохранились в монастырях Андекс и Шeфтларн и в церкви св. Михаила в Берг-ам-Лайм (небольшом районе на востоке Мюнхена, включённом в состав города в 1913 году). Эти произведения характеризуют «барочная пышность с имитацией в деревянной резьбе тяжёлых драпировок, витых колонн, картушей, звёзд и облаков». Однако начиная с 1750-х годов стиль Штрауба менялся, «он стал более спокойным и изысканным». Статуи, выполненные Штраубом для парка Нимфенбурга, изображающие античных богов (сохранились только модели), имеют классицистический характер.
Штрауб скончался в 1784 году в Мюнхене. Захоронен на Старом Южном кладбище в Мюнхене.
Именем немецкого скульптора назван астероид, открытый 17 октября 1977 года астрономами Паломарской обсерватории США (6147) Straub (см. список).

## Галерея

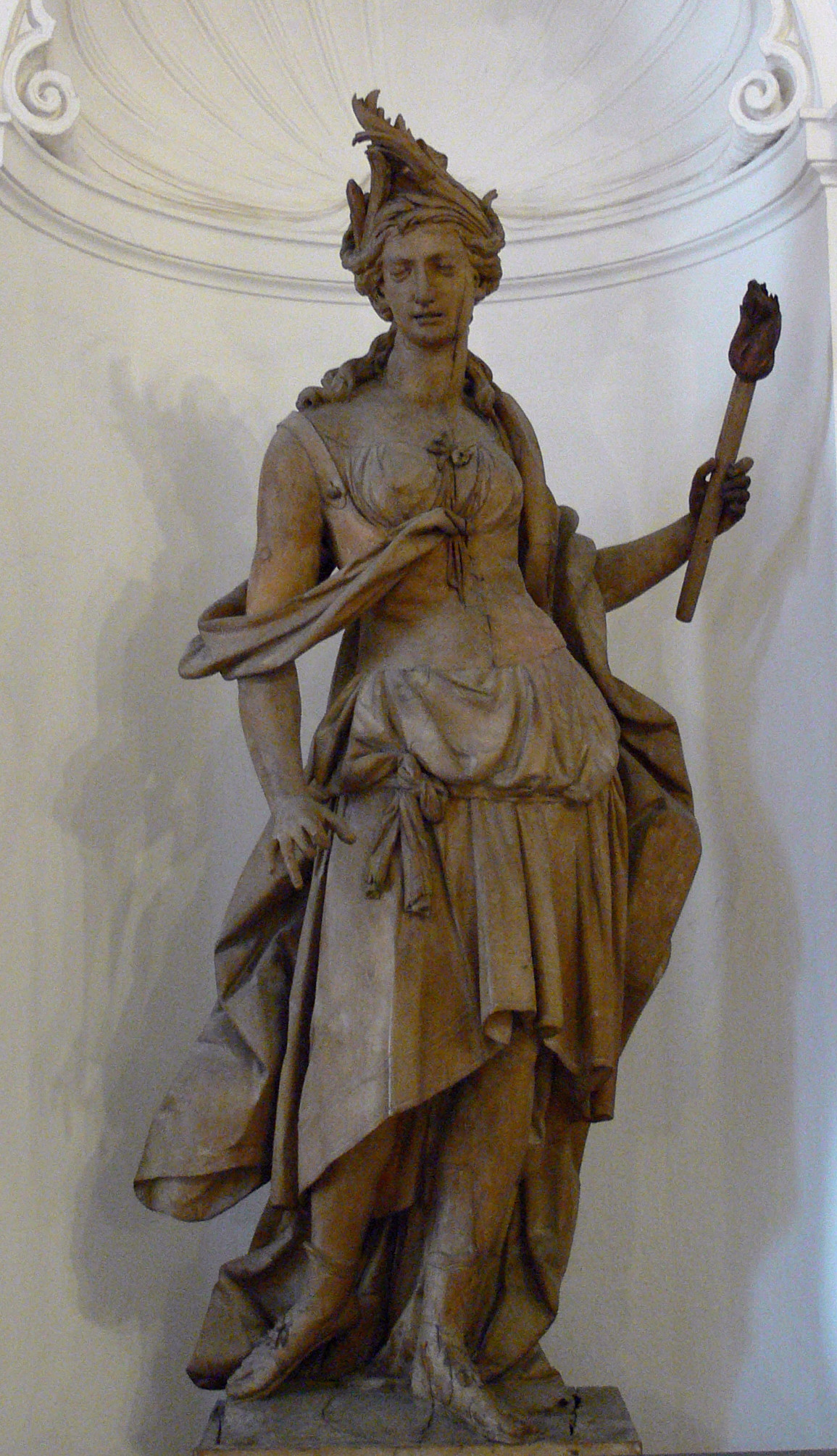
Статуя Цереры. Ок. 1772. Из бывшего дворца Тёрринг в Мюнхене. Дерево. Баварский национальный музей, Мюнхен
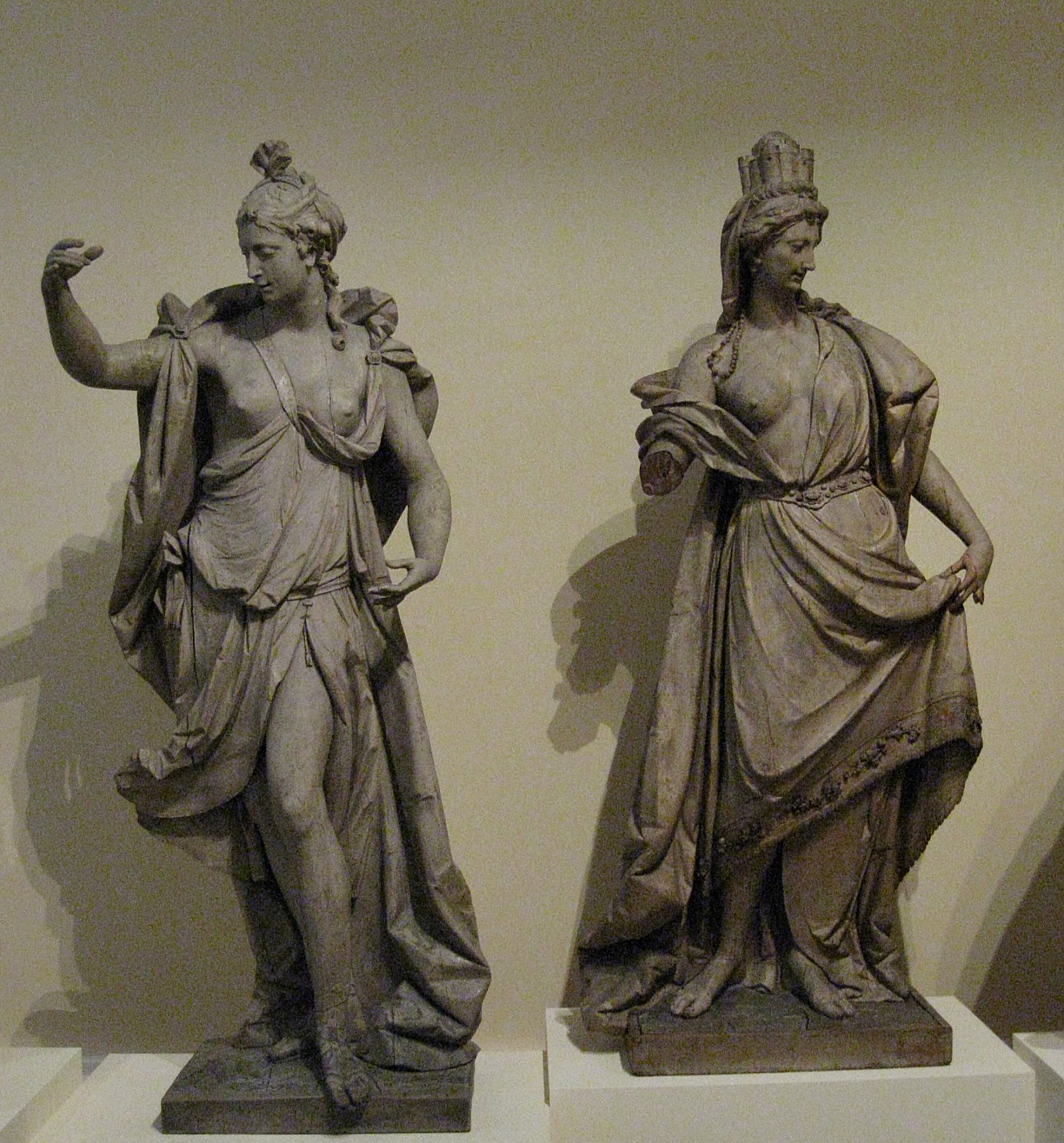
Статуи Гебы и Кибелы. Ок. 1772. Дерево. Баварский национальный музей, Мюнхен
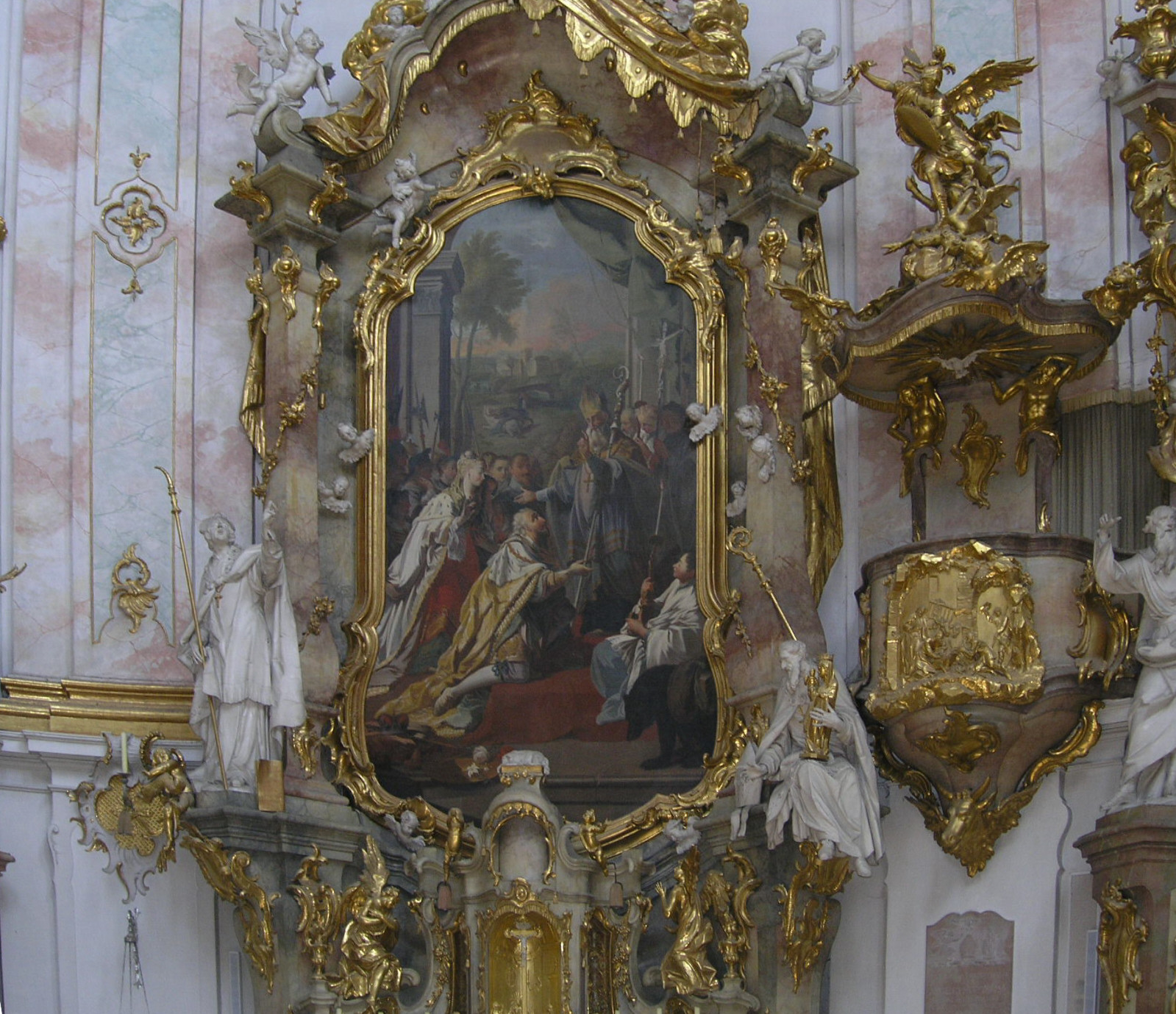
Боковой алтарь и кафедра церкви Вознесения Девы Марии. 1757–1765. Дерево, окраска, золочение. Монастырь Этталь, Бавария
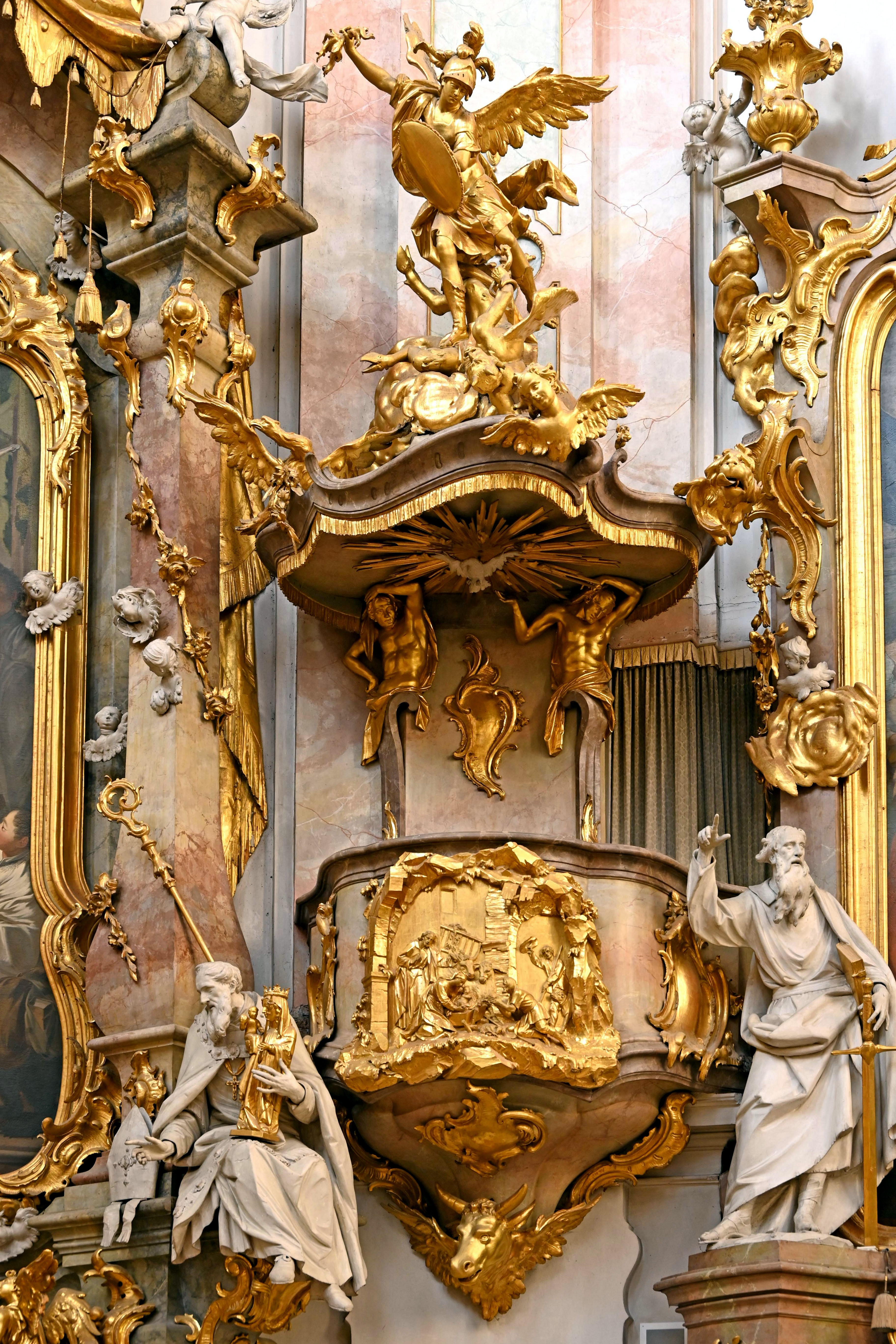
Кафедра церкви Вознесения Девы Марии. Монастырь Этталь
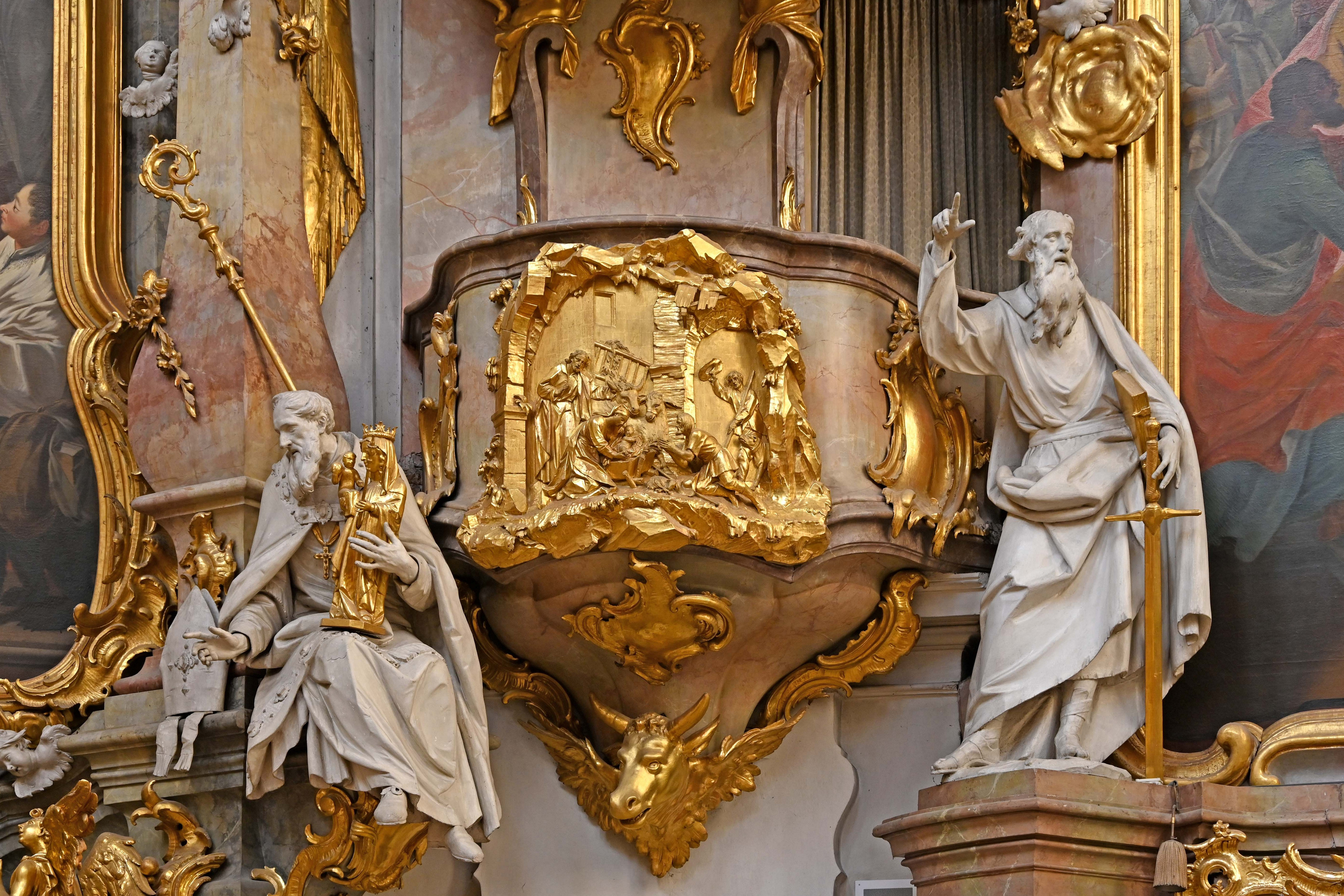
Кафедра церкви Вознесения Девы Марии. 1757–1765. Статуя Святого Руперта (слева), статуя Святого Павла (справа)
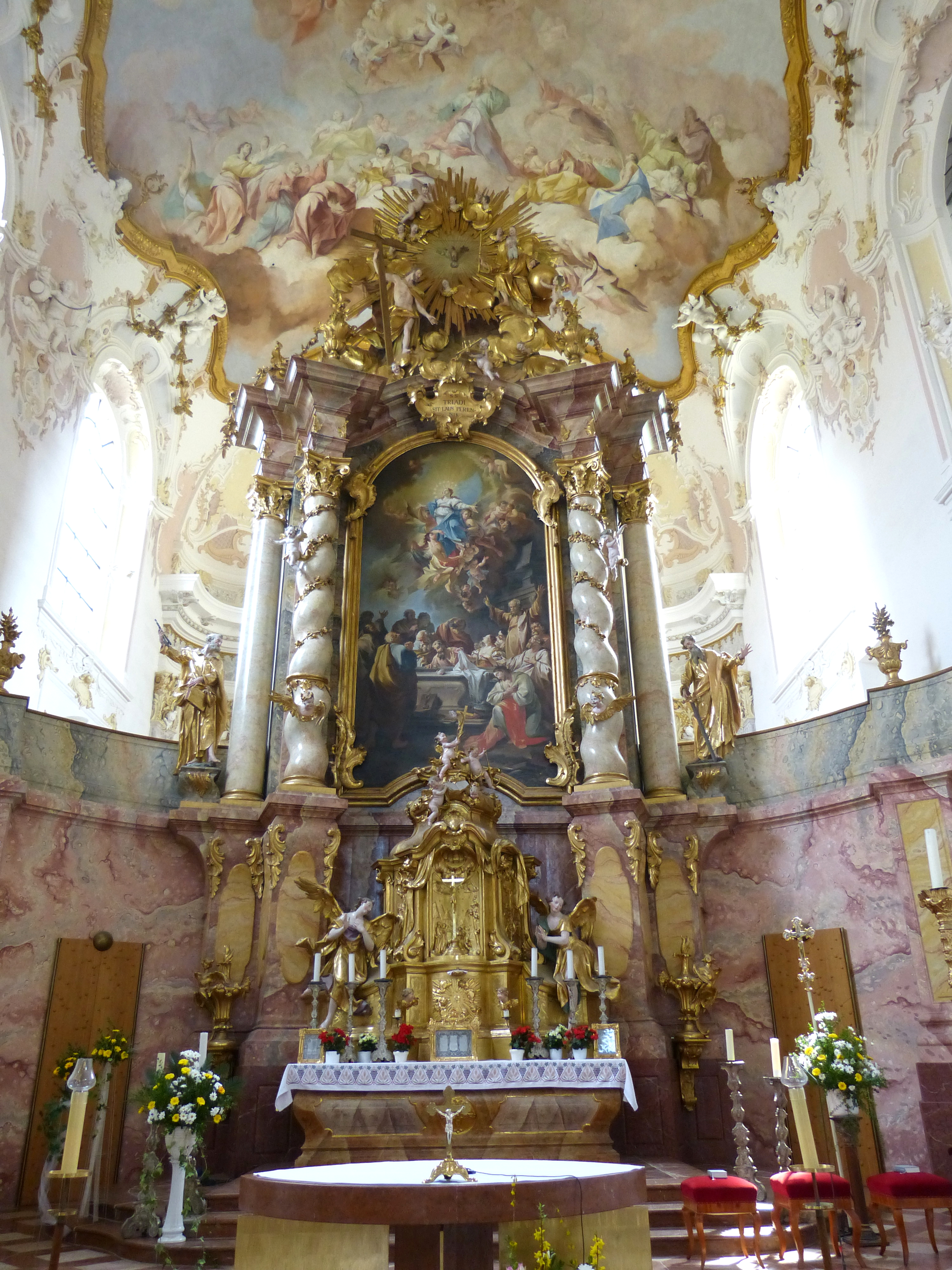
Главный алтарь церкви Вознесения Девы Марии. 1741—1745. Дерево, окраска, золочение. Монастырь Фюрстенцелль, Нижняя Бавария
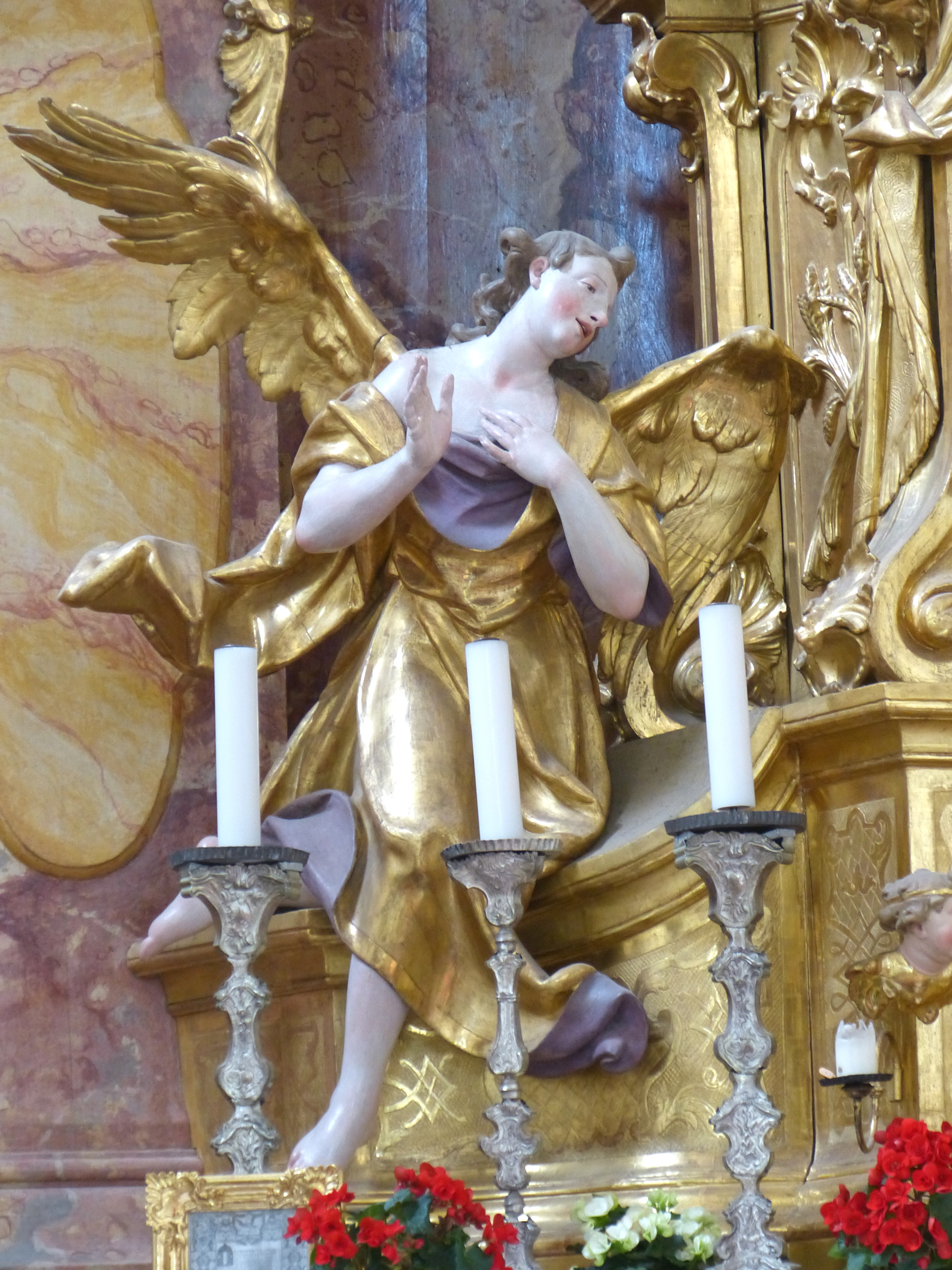
Деталь алтаря. Фигура ангела
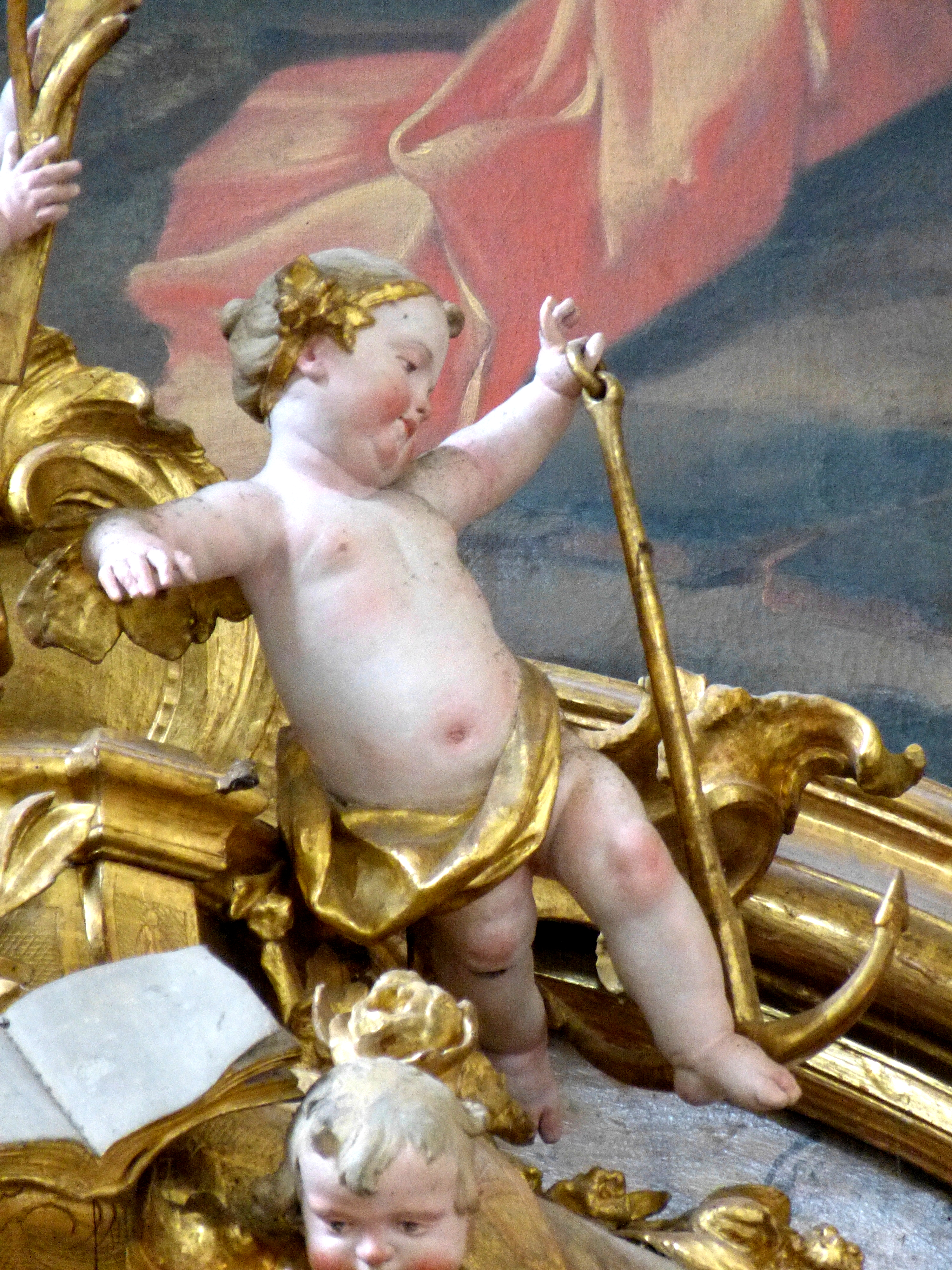
Деталь алтаря
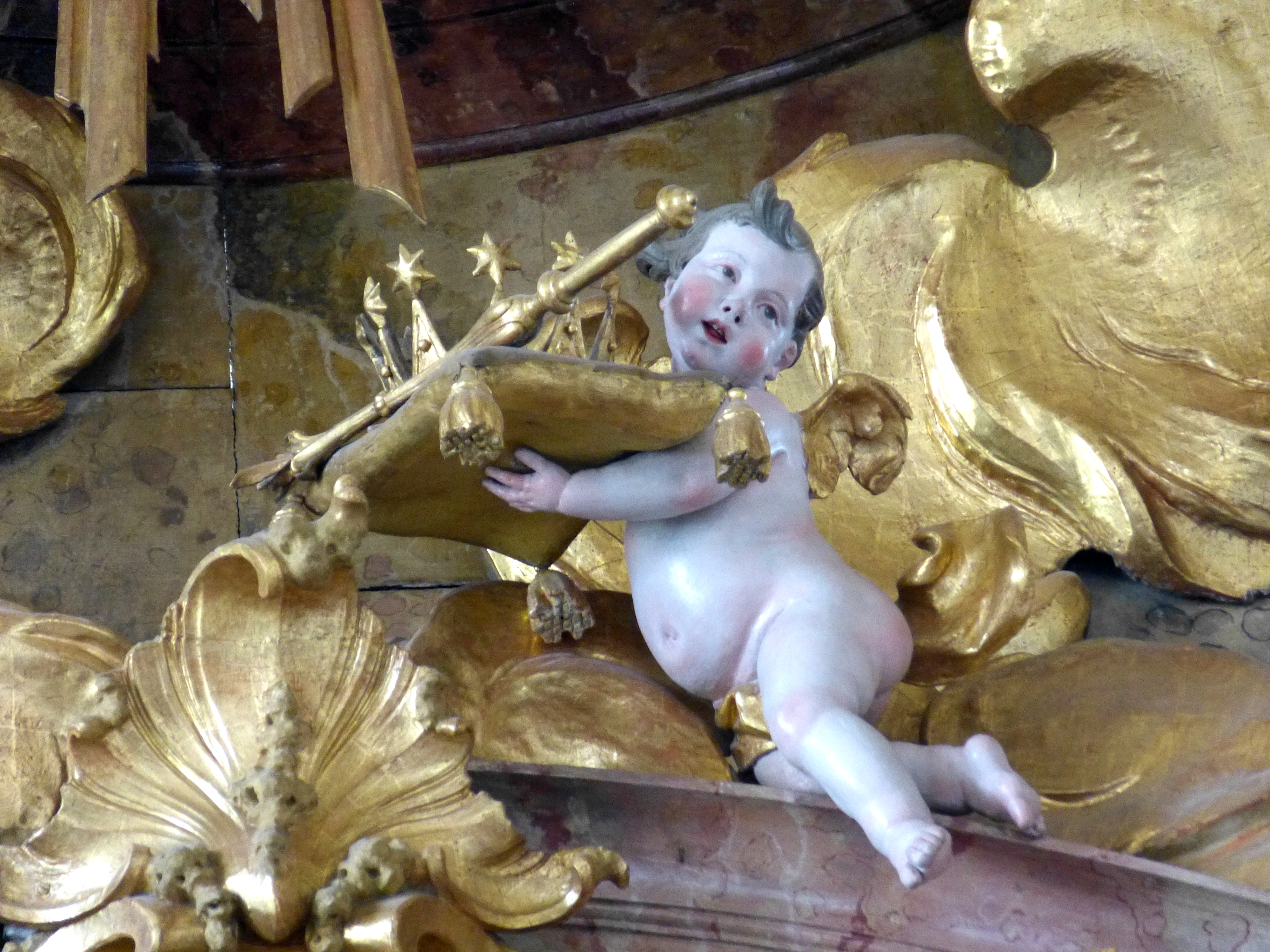
Деталь алтаря
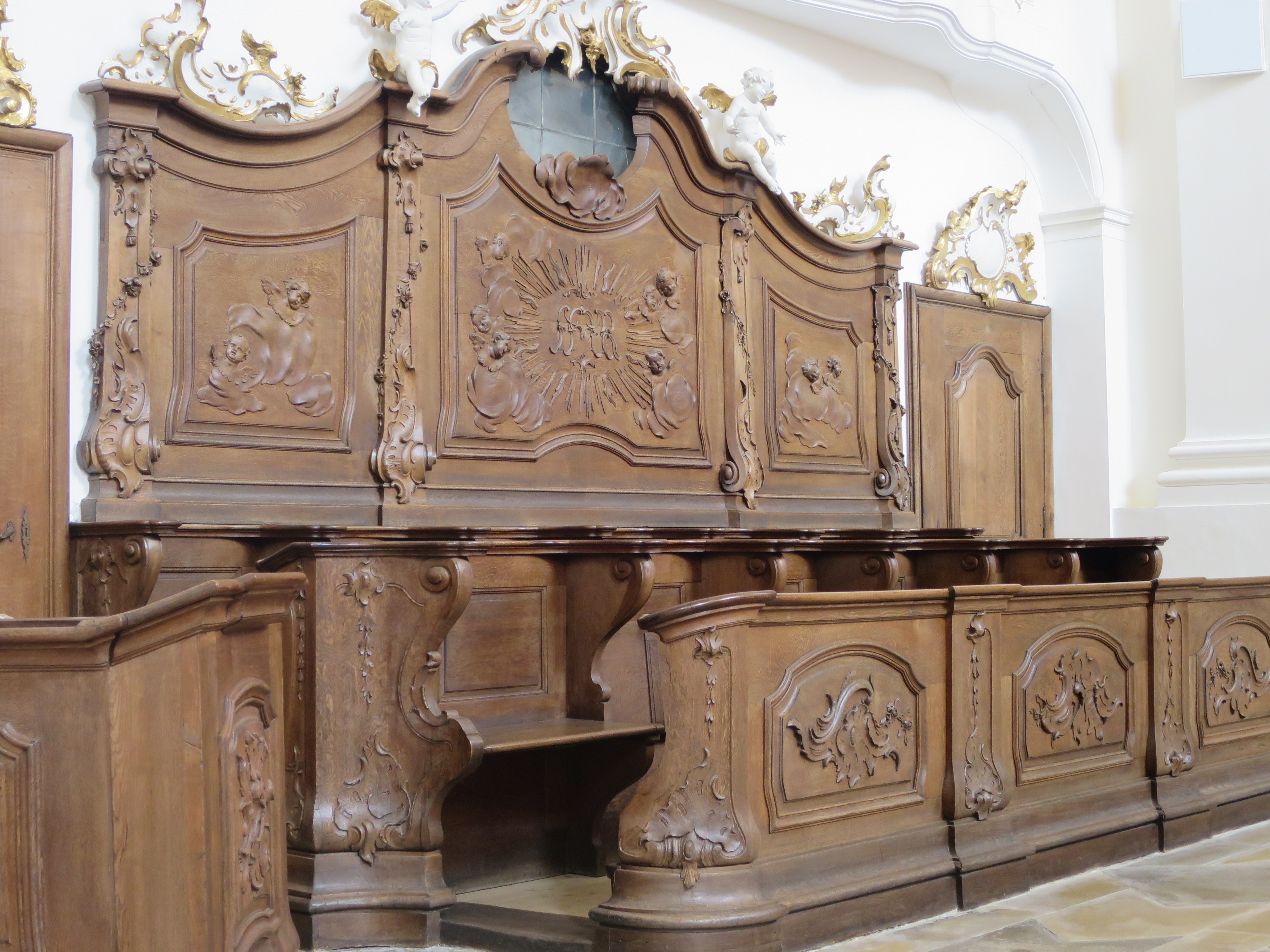
Скамьи хора. Церковь монастыря Шефтларн
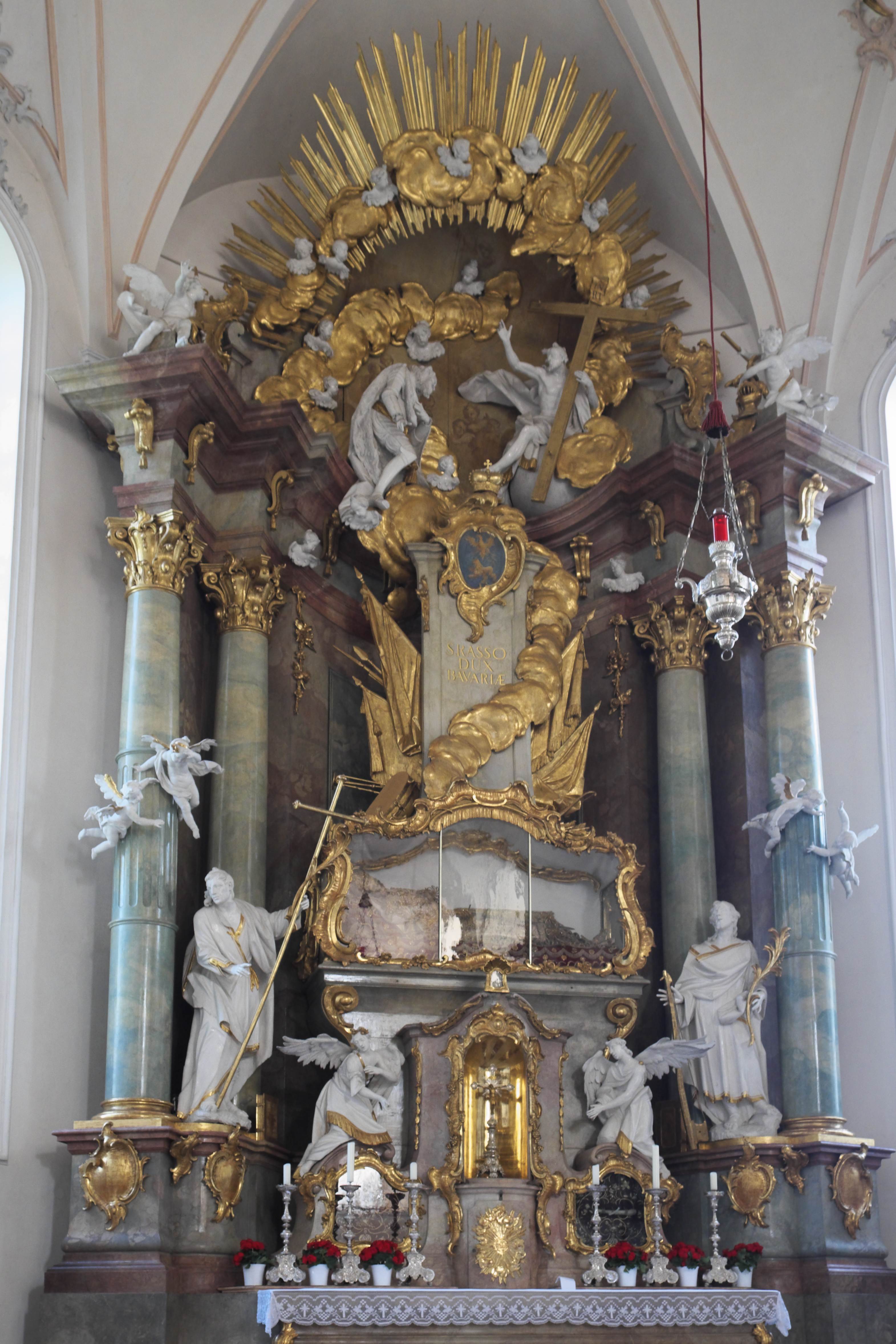
Главный алтарь паломнической церкви Св. Рассо. 1752–1759. Графрат, Бавария
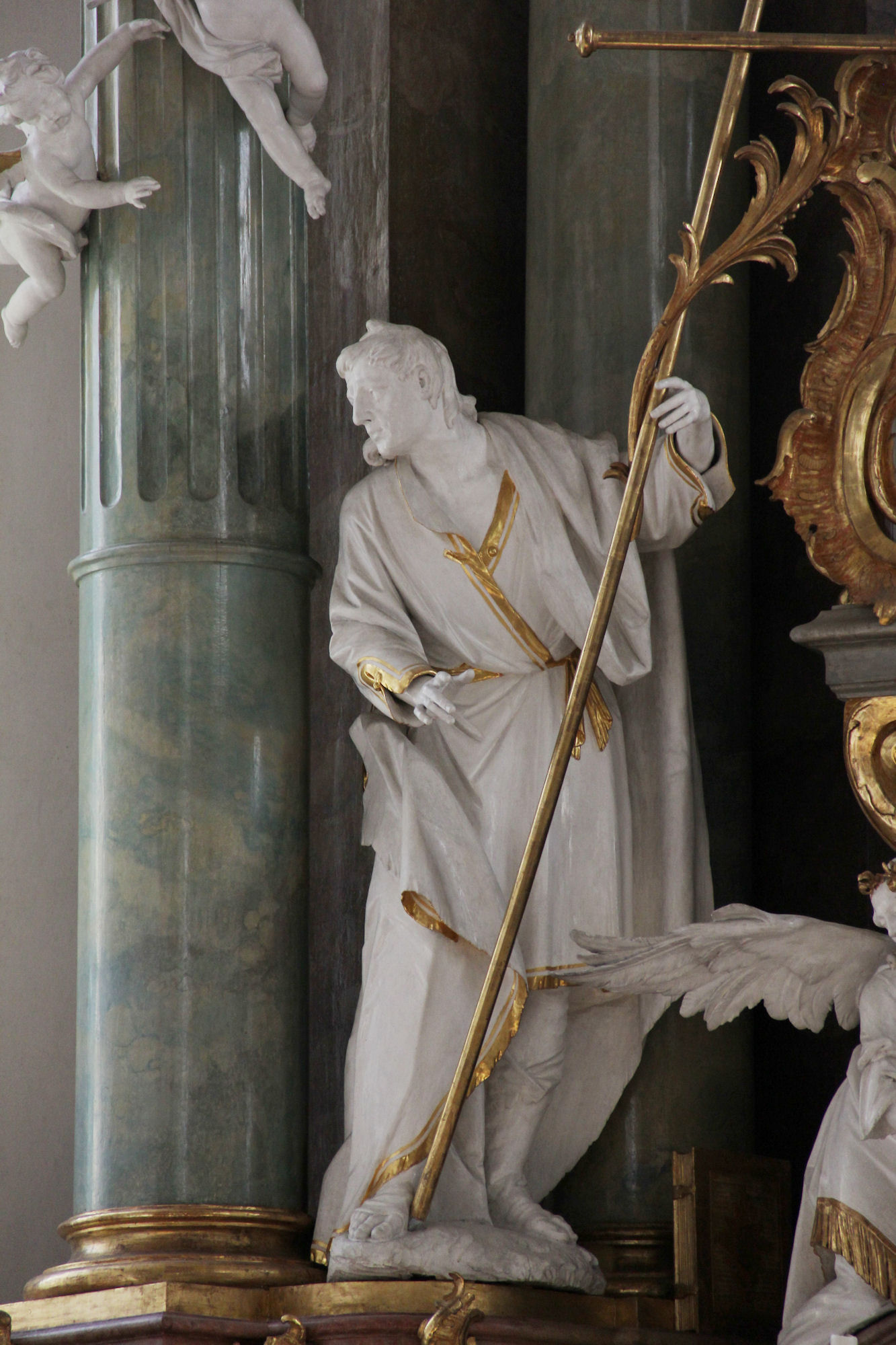
Святой Рассо. Деталь алтаря